# Rise (canção de Katy Perry)
"Rise" é uma canção gravada pela cantora estadunidense Katy Perry, criada como música-tema para a transmissão dos Jogos Olímpicos de Verão de 2016 feita pela rede National Broadcasting Company (NBC). Foi composta pela própria em conjunto com Savan Kotecha, Max Martin e Ali Payami, sendo produzida pelos dois últimos. O seu lançamento como single ocorreu em 14 de julho de 2016, pela Capitol Records, na loja virtual iTunes Store e na plataforma de streaming Apple Music.

## Antecedentes e lançamento
Perry afirmou que a faixa é "uma canção que vinha se formando dentro de mim há anos, e que finalmente veio à tona", e que queria lançá-la como uma canção independente em vez de incluí-la em um álbum "porque agora, mais do que nunca, há uma necessidade do nosso mundo se unir". Ela ainda acrescentou:
| “ | Não consigo pensar em um exemplo melhor do que os atletas olímpicos, ao se reunirem no Rio, com sua força e coragem, para nos lembrar como nós TODOS podemos nos unir, com a vontade de sermos o melhor que podemos ser. Espero que esta canção possa nos inspirar a curar, unir e levantar juntos. Estou honrada que a NBC Olympics tenha escolhido usar ['Rise'] como hino antes e durante os Jogos do Rio. | ” |

A National Broadcasting Company (NBC) sentiu que sua mensagem falava "diretamente ao espírito dos Jogos Olímpicos e seus atletas" devido ao seu tema inspirador. A canção foi lançada como single mundialmente em 14 de julho de 2016, para download digital na loja virtual iTunes Store e para streaming no serviço Apple Music, através da Capitol Records. Foi enviada para rádios mainstream italianas no dia seguinte pela Universal Music Group, com a Capitol lançando-a em estações radiofônicas hot AC dos Estados Unidos quatro dias depois e em emissoras mainstream do mesmo país no dia seguinte. Após o seu lançamento, a NBC anunciou que "Rise" serviria como música-tema de sua transmissão dos Jogos Olímpicos de Verão.

## Composição
Com duração de três minutos e vinte e três segundos (3:23), "Rise" é uma canção eletrônica de ritmo moderado, e, liricamente, fala sobre vencer e ultrapassar adversários. Sophie Gilbert, da revista The Atlantic, escreveu que a canção é "um hino lânguido de determinação que usa uma máquina de ecos e uso agressivo de metáforas para evocar ícones tão diversos quanto Katniss Everdeen, Maya Angelou, e Jesus". Ben Ratliff, do jornal The New York Times, chamou-a de "arrastada". Em uma análise para a Entertainment Weekly, Kevin O'Donell observou que a obra "começa com uma atmosfera contemplativa e sintetizadores em escala menor antes de explodir em um enorme refrão". De acordo com a partitura publicada no portal Musicnotes.com, "Rise" possui um ritmo de 101.5 batidas por minuto e foi escrita no tom de mi bemol menor. Os vocais de Perry abrangem-se entre as notas de dó sustenido4 e mi bemol5.

## Recepção crítica
Daniel Kreps, da Rolling Stone, descreveu a canção como "uma sequência galvânica" de "Roar". Periodista do The Washington Post, Marissa Payne escreveu: "Claro, é uma canção um pouco lenta, mas a letra inspiradora de 'Rise' é bastante sólida". A canção foi recebida de forma mista por Ben Ratliff, do The New York Times, que a considerou "arrastada" e disse se sentir "empolgado" e "desconfortável". A canção recebeu uma pontuação média de 5.7/10 de críticos do portal Idolator. Kevin O'Donell, da Entertainment Weekly, deu à canção uma nota B+.

## Vídeos musicais
Um vídeo promocional de "Rise", dirigido por Joseph Lee, foi lançado em 15 de julho de 2016 na plataforma Vevo, horas após o lançamento da canção. Filmagens de vários atletas dos Jogos Olímpicos são mostradas no vídeo. Daniel Kreps, da Rolling Stone, escreveu que o vídeo é "uma montagem fascinante de atletas e momentos memoráveis do passado das Olimpíadas". Escrevendo para a Billboard, Gil Kaufman o considerou "inspirador" e disse que ele possui um "poder de super estrelas" com a presença de atletas famosos. Vanessa de Beaumont, colunista da página Bleacher Report, descreveu-o como uma "homenagem comovente". Esther Zuckerman, do portal The A.V. Club, sentiu que o vídeo era "incrivelmente piegas, mas surpreendentemente eficaz". Matt Miller, da revista Esquire, disse que o vídeo era "perfeito" por ter "imagens bonitas e deslumbrantes do Brasil que estão em HD AF".
Perry lançou uma prévia do vídeo musical oficial em 22 de julho de 2016, a qual a retrata caindo de paraquedas em um lago. Uma segunda prévia foi divulgada em 1º de agosto e também mostra Perry usando um paraquedas; nesta, foi revelado que o vídeo seria lançado três dias depois. O produto final, dirigido por Paul Gore, foi lançado em 4 de agosto e foi usado na prévia especial das Olimpíadas, exibida pela NBC no mesmo dia. A gravação ocorre no Snow Canyon State Park e Sand Hollow State Park, em Utah, e apresenta Perry tendo dificuldades para fazer seu paraquedas voar, viajando através de cânions e água. Mike Wass, do portal Idolator, deu uma análise positiva para o vídeo, dizendo que "a execução é perfeita".

## Apresentações ao vivo

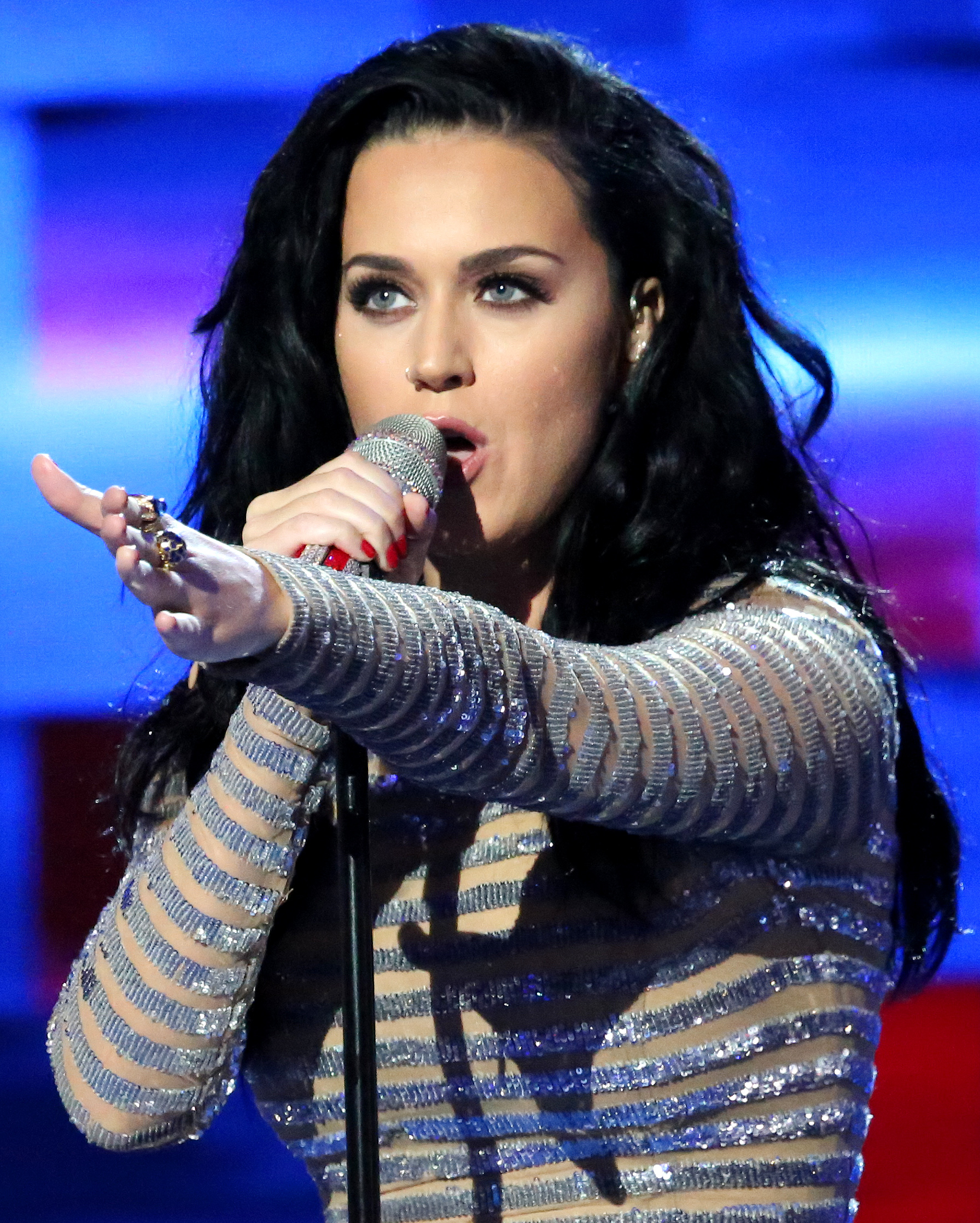
Perry durante sua apresentação em evento de candidatura de Hillary Clinton, em julho de 2016.

Perry apresentou "Rise" pela primeira vez na Convenção Nacional Democrata, feita em 28 de julho de 2016 para oficializar a candidatura de Hillary Clinton à presidência. No mesmo evento, a cantora também interpretou "Roar".

## Lista de faixas
| Download digital |        |         |  |
| N.º              | Título | Duração |  |
| 1.               | "Rise" | 3:23    |  |

| Conjunto de remixes |                                  |         |  |
| N.º                 | Título                           | Duração |  |
| 1.                  | "Rise" (Purity Ring Remix)       | 3:32    |  |
| 2.                  | "Rise" (Monsieur Adi Radio Edit) | 4:01    |  |
| 3.                  | "Rise" (TĀLĀ Remix)              | 3:18    |  |

## Créditos
Lista-se abaixo os profissionais envolvidos na elaboração de "Rise", de acordo com o portal Discogs:
Publicação
- Publicada pelas empresas MXM Music (ASCAP) — administrada pela Kobalt Songs Music Publishing, Inc. —, When I'm Rich You'll Be My Bitch (ASCAP) — administrada pela WB Music Corp., Wolf Cousins (STIM), Warner Chappell Music Scand e Ma-Jay Publishing (STIM)

Produção
| - Katy Perry: composição, vocalista principal - Max Martin: composição, vocalista de apoio, produção, percussão, programação, cordas, trompete - Ali Payami: composição, produção, bateria, baixo elétrico, violão, trombone, teclado, percussão, programação, cordas | - Savan Kotecha: gravação - Jeremy Lertola: assistência de engenharia de gravação - Cory Bice: assistência de engenharia de gravação - Serban Ghenea: mixagem - John Hanes: engenharia de mixagem |

## Desempenho nas tabelas musicais
Nos Estados Unidos, "Rise" estreou na 11.ª posição da Billboard Hot 100, na edição referente a 6 de agosto de 2016. Marcou a 24.ª entrada de Perry na tabela, sendo a sua terceira maior estreia — apenas atrás de "Part of Me" (primeira posição em 2012) e "California Gurls" (segunda posição) — e a primeira desde "This Is How We Do" em 2014. A canção estreou no topo da Digital Songs com 137 mil cópias digitais vendidas, tornando-se a 11.ª faixa da intérprete a liderar a parada, superando Taylor Swift, que acumulou um total de dez. A composição também estreou em outras tabelas da Billboard, nomeadamente Pop Songs (33.ª colocação), Adult Pop Songs (24.ª colocação) e Hot Adult Contemporary Tracks (22.ª colocação). Na Dance Club Songs, "Rise" culminou na tabela, transformando Katy na única artista com 16 singles consecutivos em número 1 na tabela.
No Reino Unido, "Rise" tornou-se a vigésima canção de Perry a listar-se nas 75 melhores da UK Singles Chart, entrando no 25.º posto na edição de 22 de julho de 2016 com o equivalente a 22 mil e 497 mil unidades vendidas. Na Austrália, a faixa estreou no topo dos ARIA Charts, convertendo-se apenas na segunda a conquistar tal feito em 2016, com a primeira sendo "Pillowtalk", de Zayn. Com isso, Perry ficou na quinta colocação entre os artistas com mais semanas em primeiro lugar na parada durante a década de 2010, com um total de catorze. "Rise" também tornou-se sua quinta faixa a culminar na tabela australiana, em sequência a "I Kissed a Girl", "California Gurls" e "Roar".

### Posições
| Tabela musical (2016)                                  | Melhor posição |
| ------------------------------------------------------ | -------------- |
| Austrália (ARIA Charts)                                | 1              |
| Áustria (Ö3 Austria Top 40)                            | 23             |
| Bélgica (Ultratip de Flandres)                         | 4              |
| Bélgica (Ultratip da Valônia)                          | 17             |
| Canadá (Canadian Hot 100)                              | 13             |
| Escócia (The Official Charts Company)                  | 3              |
| Estados Unidos (Pop Songs)                             | 28             |
| Estados Unidos( Dance Club Songs)                      | 1              |
| Estados Unidos (Billboard Hot 100)                     | 11             |
| Estados Unidos (Adult Pop Songs)                       | 19             |
| Estados Unidos (Hot Adult Contemporary Tracks)         | 18             |
| Finlândia (IFPI Finlândia)                             | 1              |
| França (Syndicat National de l'Édition Phonographique) | 3              |
| Hungria (Magyar Hanglemezkiadók Szövetsége)            | 8              |
| Irlanda (Irish Recorded Music Association)             | 56             |
| Luxemburgo (Luxembourg Digital Songs)                  | 7              |
| Nova Zelândia (NZ Top 40 Singles)                      | 26             |
| Reino Unido (UK Singles Chart)                         | 25             |
| Suíça (Schweizer Hitparade)                            | 15             |
| União Europeia (Euro Digital Songs)                    | 8              |

## Histórico de lançamento
| País           | Data                | Formato           | Gravadora |
| -------------- | ------------------- | ----------------- | --------- |
| Mundo          | 14 de julho de 2016 | Download digital  | Capitol   |
| Itália         | 15 de julho de 2016 | Rádios mainstream | Universal |
| Estados Unidos | 18 de julho de 2016 | Rádios Hot AC     | Capitol   |
| Estados Unidos | 19 de julho de 2016 | Rádios mainstream | Capitol   |